# الشعابي (المسيمير)

تعديل مصدري - تعديل

الشعابي هي إحدى قرى عزلة المسيمير بمديرية المسيمير التابعة لمحافظة لحج، بلغ تعداد سكانها 47 نسمة حسب تعداد اليمن لعام 2004.